# Love Machine (The Miracles)
"Love Machine" is een single uit 1975, opgenomen door de Motown-groep The Miracles, afkomstig van hun album City of Angels. Het nummer was een nummer één hit in de Billboard Hot 100 en de bestverkochte hitsingle uit de carrière van The Miracles. Deze single was een van de twee Billboard Hot 100 top 20 hits die The Miracles opnamen met Billy Griffin als leadzanger; de andere is "Do It Baby" uit 1973. Griffin verving Miracles-oprichter Smokey Robinson als leadzanger in 1972. Het nummer bevat een grommende zang van Miracle Bobby Rogers, waarbij bariton Ronnie White van de groep "yeah, baby" gedurende het hele nummer herhaalt.